# Michail Borodkin

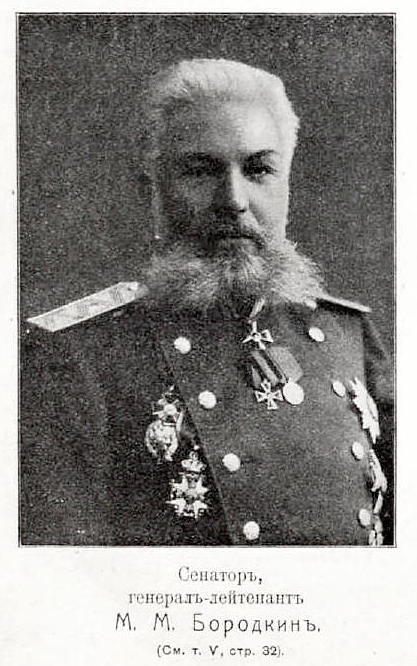
Michail Borodkin.

Michail Michailovitj Borodkin, född 1852, död 1919, var en rysk militär, författare och ämbetsman.
Borodkin var under förtrycksperioderna i Finland den ryska regeringens rådgivare i finska frågor och förespråkade rysk nationalism och förryskning i Finland. Hans verk om Finlands historia är till sitt innehåll imponerande men mycket tendentiösa.